# Plateau du Grand-Ratz
Le plateau du Grand-Ratz, chaîne du Ratz ou montagne du ratz est un petit plateau calcaire de France situé à l'extrémité méridionale du massif du Jura, au pied du massif de la Chartreuse, dans le département de l'Isère. Il culmine à 942 mètres d'altitude à la roche Brune.

## Géographie

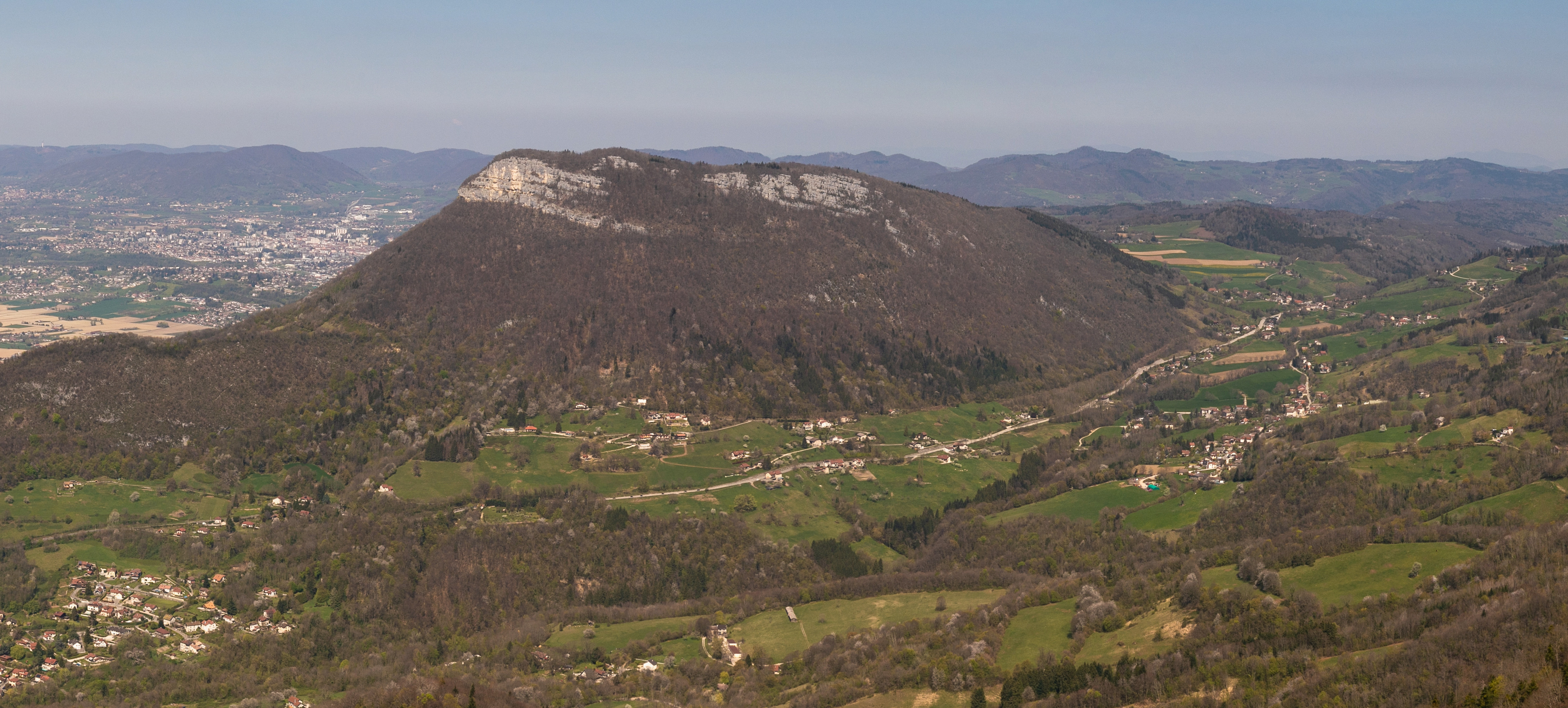
Le plateau depuis l'aiguille de Chalais au sud.

### Situation
Le plateau du Grand-Ratz est situé dans le centre de l'Isère, au sud-ouest du massif de la Chartreuse et au nord-est de la cluse de Voreppe, dominant Voreppe au sud, la Buisse, Moirans, Saint-Jean-de-Moirans, Coublevie et Voiron à l'ouest et Saint-Étienne-de-Crossey au nord-ouest. Il est marqué au nord par les gorges de Crossey. Le village de Saint-Julien-de-Raz se trouve sur le plateau.

### Géologie
Le plateau du Grand-Ratz est l'une des extrémités sud du massif du Jura, sur la ligne de chevauchement frontale externe du massif jurassien qui est en fait une succession de faisceaux discontinus. Cette ligne de chevauchement commence à Baume-les-Dames dans le département du Doubs, pour se terminer à Voreppe. On trouve cependant une continuité à cette ligne de chevauchement jusqu'au cœur du massif du Vercors. Il est séparé du massif de la Chartreuse par le synclinal de Voreppe, large d'un kilomètre. Il appartient à l'anticlinal du Ratz qui se termine au sud par la dent de Moirans avec un chevauchement avec les couches du massif du Vercors. Cet anticlinal est coupé en deux par la cluse de Voreppe avec le plateau au nord et la dent de Moirans au sud.
Le plateau est composé de calcaires, notamment urgoniens, du Jurassique supérieur et du Crétacé inférieur,. La partie inférieure des falaises occidentales du plateau au-dessus du Bas Grésivaudan entre Voreppe et la Buisse laissent apparaitre une formation marno-calcaire de la même période et des calcaires d'âge Tithonien.

## Histoire

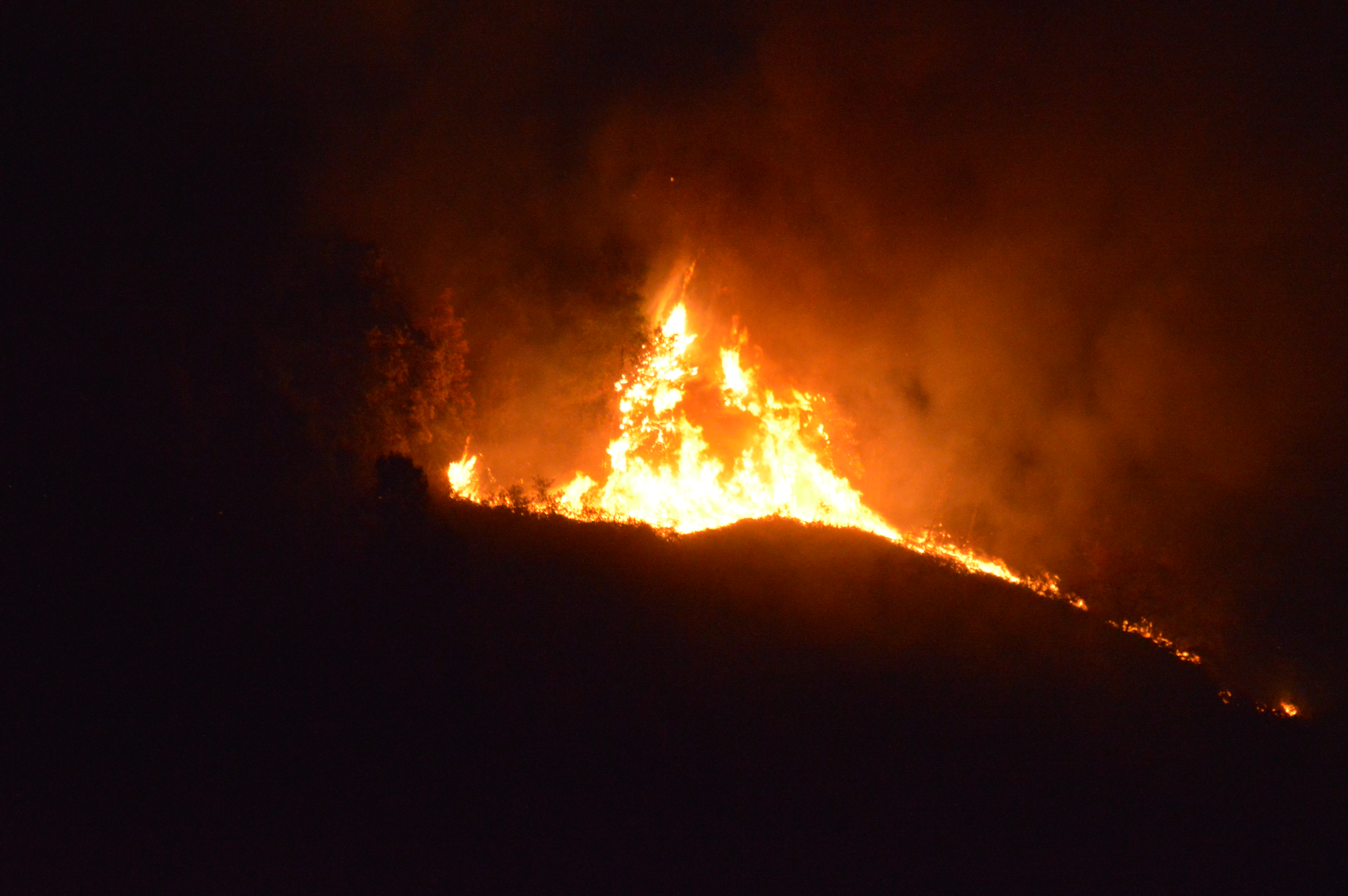
Vue dans la nuit du 6 août- 2022- au 7 août 2022 de l'incendie depuis La Buisse.

Une alerte est lancée le 5 août 2022 vers 18 h 45 par le SDIS de l'Isère après qu'un impact de foudre a touché un secteur forestier dominant le village de la Buisse, aux limites communales nord de la commune de Voreppe. Ce phénomène, lié à l'orage qui sévit dans ce secteur, embrase une forêt qui subit une forte sécheresse depuis le mois de juin. Les flammes sont visibles de Voiron et de l'ensemble des communes situées dans la trouée de l'Isère.
Le 7 août au matin, l'incendie se rapproche des habitations du hameau du Bourget situé au pied du plateau,. L'eau utilisée par les Canadairs d'intervention sur le site est prélevée dans le lac de Paladru.